# JAKMIP2
JAKMIP2‏ (Janus kinase and microtubule interacting protein 2) هوَ بروتين يُشَفر بواسطة جين JAKMIP2 في الإنسان.